# Cloviscultuur
De Cloviscultuur is vernoemd naar de plaats Clovis in de Amerikaanse staat New Mexico, waar de eerste resten van deze cultuur werden gevonden, gekenmerkt door langwerpige speerpunten. De dragers van de Cloviscultuur waren jagers op groot wild. 
Daterend van ongeveer 11.500 v.Chr. werd ze lange tijd beschouwd als de oudste Amerikaanse inheemse cultuur. Recent onderzoek heeft echter aangetoond dat er op het Amerikaanse continent al mensen waren die vele duizenden jaren vóór de Cloviscultuur leefden, in de vroege lithische periode.
De gangbare theorie was dat de Clovismensen de techniek van de vuursteenbewerking meenamen toen ze als immigranten over de in de ijstijd drooggevallen Beringstraat van Azië naar Amerika trokken (zie: Beringlandbrug) en vervolgens, toen de Laurentide-ijskap over Canada iets begon terug te wijken, door de corridor tussen deze ijskap en die over de Rocky Mountains verder naar het zuiden gingen.
Recent genetisch onderzoek toont echter geen verschil tussen de Clovis- en Pre-Clovismensen. Dat maakt de technische vooruitgang van de vuursteenbewerking ofwel een volledig inheemse ontwikkeling of het gevolg van contacten met de Oude Wereld die niet tot een aantoonbare genetische invloed geleid hebben.
Een omstreden punt is de vraag in hoeverre de Clovismensen verantwoordelijk waren voor het uitsterven van de megafauna, de grote zoogdieren in Noord-Amerika, vlak na de laatste ijstijd. In korte tijd stierven toen onder meer de mammoet, de mastodont, de grondluiaard, het Mexicaans paard en de reuzenwolf uit, zodat de bizon het enige werkelijk grote dier was dat op de Amerikaanse prairies overbleef. Het is in de huidige stand van de wetenschap niet mogelijk vast te stellen in hoeverre dit uitsterven het gevolg was van klimaatsverandering en in hoeverre van overbejaging door de nieuwe predator, de mens.